# اضطراب نقص الطبيعة

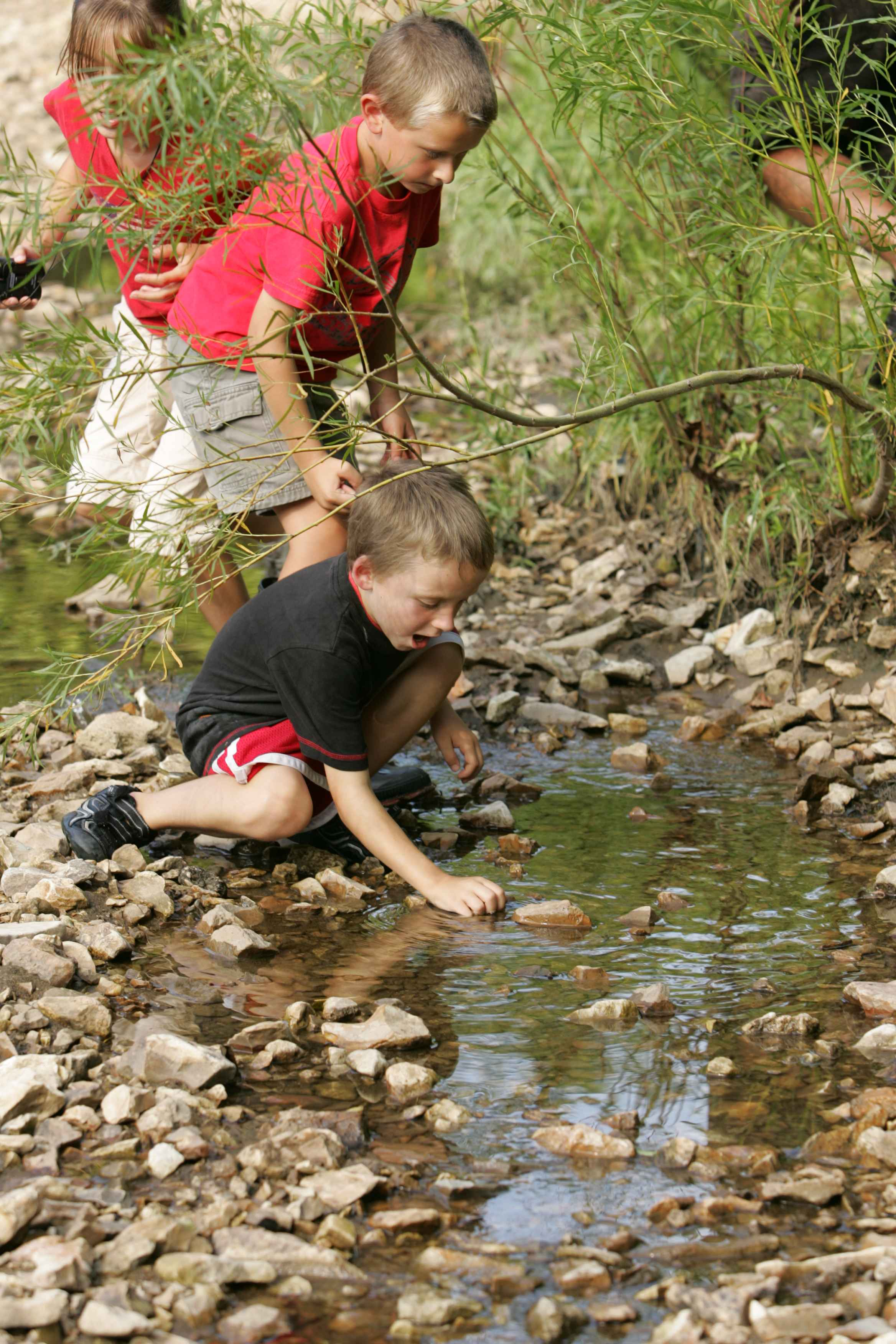
اطفال يلعبون في مجرى مائي

اضطراب نقص الطبيعة  عبارة صاغها ريتشارد لوف في كتابه «الطفل الأخير في الغابة» وهي تعني أن البشر، ولا سيما الأطفال، يقضون وقتًا أقل في الهواء الطلق مما يؤدي إلى مجموعة واسعة من المشاكل السلوكية. لا يتم التعرف على هذا الاضطراب في أي من الأدلة الطبية للاضطرابات النفسية، وقد صرح ريتشارد لوف بأن «اضطراب نقص الطبيعة لا يُقصد به أن يكون تشخيصًا طبيًا، وإنما هو بمثابة وصف لأثر الابتعاد عن العالم الطبيعي».
بين لوف أن أسباب هذه الظاهرة تشمل مخاوف الأبوين، وقيود الوصول إلى المناطق الطبيعية، وإغراء الأجهزة الإلكترونية. أحدثت الأبحاث الحديثة تباينًا إضافيًا بين انخفاض عدد زيارات المتنزه القومي في الولايات المتحدة وزيادة استعمال (استهلاك) الوسائط الإلكترونية من قبل الأطفال.

## بحث اضطراب نقص الطبيعة
أمضى ريتشارد لوف عشر سنوات في السفر حول الولايات المتحدة والتحدث إلى الآباء والأطفال، في كل من المناطق الريفية والحضرية، عن تجاربهم في الطبيعة. ولاحظ أن أهم الاسباب لاضطراب نقص الطبيعة هو ما يقوم به الوالدين «بتخويف الأطفال من الغابة والحقول». أكد ريتشارد لوف على اهيمة جعل الأطفال يخرجون إلى الطبيعة ومثال ذلك التعليم الخارجي، أو بإرسال أطفال صغار إلى رياض الأطفال في الغابات أو مدارس الغابات.
تشير الدراسات التي أجراها باحثون آخرون في جميع أنحاء العالم إلى أن النشاط البدني والتعرض للطبيعة مهمان للصحة الجيدة، حيث تشير الآثار الإيجابية إلى الصحة العقلية والرفاهية المرتبطة بالبيئات الطبيعية، ويمكن أن تقلل من الحزن والعواطف السلبية.

## أسباب نقص اضطراب الطبيعة
من أهم الاسباب التي أكد عليها ريتشارد لوف أن الوالدين قد يقومون بحماية الأطفال إلى درجة أن هذه الحماية تصبح مشكلة وتعطل قدرة الطفل على الاتصال بالطبيعة. كذلك الخوف المتزايد للوالدين من أي خطر غريب قد يواجهة الأطفال في الطبيعة. يبقي الأطفال في الداخل وعلى الكمبيوتر بدلا من استكشاف في الهواء الطلق. ويعتقد لوف أن هذا قد يكون السبب الرئيسي في اضطراب نقص الطبيعة، حيث يتمتع الآباء بقدر كبير من السيطرة والتأثير في حياة أطفالهم.
وأيضا فقدان المناطق الطبيعية المحيطة في الحي المحيط بالطفل والمدينة.وكذلك هنالك بعض المنتزهات الطبيعية تضع قيود خوفا من ان يقوم أحد الأطفال بتخريب ممتلاكاتها؛ يتساءل لوف عن تكلفة تلك الحماية على علاقة أطفالنا بالطبيعة.
كذلك قضاء المزيد من الوقت في الداخل. مع ظهور الكمبيوتر وألعاب الفيديو لديهم المزيد والمزيد من الأسباب للبقاء بالداخل - ينفق الطفل الأمريكي العادي 44 ساعة في الأسبوع مع الوسائط الإلكترونية.

## آثار
أكد لوف إن تأثيرات اضطراب نقص الطبيعة على أطفالنا سيكون مشكلة في المستقبل. يمكن أن تؤدي إلى تعرض الجيل الأول لخطر الإصابة بعمر أقصر من حياة آبائهم.
قد تحدث اضطرابات نقص الانتباه والاكتئاب. «إنها مشكلة لأن الأطفال الذين لا يحصلون على وقت طبيعي يبدون أكثر عرضة لمشاكل القلق والاكتئاب والعجز». يقترح لوف أن الذهاب إلى الخارج والوجود في مكان هادئ يمكن أن يساعد بشكل كبير في التخلص من معظم مشكلات الطفل.
يساهم عدم التعرض للضوء الساطع (في المستويات الخارجية) بين الأطفال في قصر النظر بسبب نقص الإشارات الكيميائية الناتجة لمنع استطالة العين خلال مرحلة النمو.